# Антипирен
Антипирен (от греч. anti- — приставка, означающая противопоставление, и греч. руr — огонь) — компонент, добавляемый в материалы органического происхождения с целью обеспечения огнезащиты.

## Свойства
Антипирены замедляют воспламенение и горение в связи с тем, что содержат замедлители горения (фосфаты аммония, бора, хлорид аммония), синергисты (вещества, усиливающие действие основного замедлителя) и стабилизаторы, ограничивающие расход замедлителя.
Способ введения антипиренов зависит от типа защищаемого материала. Так, древесину пропитывают раствором антипирена или наносят на её поверхность краску, содержащую антипирен. В синтетические полимеры антипирены могут быть введены на стадии их получения, при последующей переработке или в готовое изделие.
Антипирен чаще всего встречается в продаже в виде водного раствора или порошка.